# Кануто, Игнасио
Игнасио Кануто (исп. Ignacio Canuto; родился 20 февраля 1986 года, Санта-Фе) — аргентинский футболист, защитник. Выступал за сборную Аргентины.

## Клубная карьера
Кануто — воспитанник клуба «Унион Санта-Фе» из своего родного города, в составе которого дебютировал в аргентинской Примере. В 2006 году он на правах аренды выступал за «Спортиво Бен Хур». В 2008 году Игнасио перешёл в «Архентинос Хуниорс». В матче против «Химансии Хухуй» он дебютировал за новую команду. 1 ноября в поединке против «Тигре» Кануто забил свой первый гол за «Архентинос Хуниорс». В следующем сезоне он помог команде выиграть чемпионат.
Летом 2010 года Кануто подписал контракт с израильским Маккаби из Хайфы. 22 августа в матче против «Маккаби» из Тель-Авива он дебютировал в чемпионате Израиля.
В конце года Игнасио расторг контракт с клубом и на правах свободного агента стал игроком парагвайского «Либертада». 29 января в матче против «Хенераль Кабальеро» он дебютировал в парагвайской Примере. В поединке против «Рубио Нью» Кануто забил свой первый гол за «Либертад». В начале 2012 года Игнасио перешёл в бразильский «Фигейренсе». 20 мая в матче против «Наутико Ресифи» он дебютировал в бразильской Серии A.
В начале 2013 года Кануто перешёл в эквадорский ЛДУ Кито. 10 февраля в матче против «Эль Насьоналя» он дебютировал в чемпионате Эквадора. В этом же поединке Игнасио забил свой первый гол за ЛДУ Кито. В начале 2014 года Кануто вернулся на родину, подписав контракт с «Тигре». 7 февраля в матче против «Велес Сарсфилд» он дебютировал за новый клуб. 19 февраля в поединке против «Расинга» Игнасио забил свой первый гол за «Тигре».
В начале 2015 года Кануто присоединился к мексиканскому «Леону». 1 февраля в матче против «Чьяпас» он дебютировал в мексиканской Примере, заменив во втором тайме Карлоса Пенью. В 2016 году Игнасио на правах свободного агента вернулся в Аргентину, подписав соглашение с «Атлетико Тукуман». 8 мая в матче против «Бельграно» он дебютировал за новую команду. 26 апреля 2017 года в матче Кубка Либертадорес против боливийского «Хорхе Вильстерманн» Кануто забил свой первый гол за «Атлетико Тукуман».
Летом 2017 года Игнасио перешёл в «Ланус». 26 сентября в матче против «Ньюэллс Олд Бойз» он дебютировал за новую команду. В начале 2018 года Кануто вернулся в «Тигре».

## Международная карьера
20 мая 2009 года в товарищеском матче против сборной Панамы Кануто дебютировал за сборную Аргентины. 11 февраля 2010 года в поединке против команды Ямайки он забил свой первый гол за национальную команду.

### Голы за сборную Аргентины
| #  | Дата            | Место                                         | Противник | Счёт | Результат | Соревнование      |
| -- | --------------- | --------------------------------------------- | --------- | ---- | --------- | ----------------- |
| 1. | 11 февраля 2010 | Хосе Мария Минелья, Мар-дель-Плата, Аргентина | Ямайка    | 2:1  | 2:1       | Товарищеский матч |

## Достижения
- Чемпион Аргентины (1): Клаусура 2010
- Обладатель Кубка Суперлиги Аргентины (1): 2019